# Shitong
Shitong (Studie van de geschiedschrijving) is het eerste Chinese werk dat volledig is gewijd aan de Chinese historiografie. Het is samengesteld door Liu Zhiji tussen 702 en 710. Hij maakte bezwaar tegen het volgens hem te mechanische karakter van de dynastieke geschiedenissen die eerder door het Historisch Bureau van de Tang-dynastie waren samengesteld.

## Inhoud
Het boek bestaat uit drie onderdelen:
- Een kritische beschouwing over de belangrijkste historische werken die vóór de Tang-tijd waren verschenen, zoals de Lente- en herfstannalen en de Shiji.
- Methodes die bij geschiedschrijving worden gebruikt, waaronder de te gebruiken stijlen, de problemen van documentatie, taal- en schrijfvaardigheid en de toepassing van zowel interne als externe kritiek bij het onderzoek.
- Een geschiedenis van de Chinese historiografie vóór de Tang-dynastie, met nadruk op het begin van de geschiedschrijving, op de verschillende stijlvormen waarin werd geschreven en op de opvattingen over geschiedenis.

Het werk bevat ongeveer 88.000 karakters, inclusief Liu’s commentaren. Het was verdeeld in 52 juan: 39 inhoudelijke (binnenste hoofdstukken) en 13 over de methode van de historiograaf (buitenste hoofdstukken).  Daarvan gingen 3 methodische hoofdstukken verloren sinds de tijd van Ouyang Xiu (11e eeuw).

## Bedoeling
Volgens Liu Zhiji diende de historicus bij het schrijven strikt objectief te blijven. Hij mocht bij beoordelingen noch uitgaan van morele waarden, noch van andere veronderstellingen die niet op feiten waren gebaseerd. Hij moest zelfs sceptisch staan tegenover opvattingen die op het moment dat hij schreef algemeen werden aanvaard. De historicus moest zijn argumenten voorzien van zo veel mogelijk bewijzen en uitgaan van eerlijke overwegingen. Zowel bij het onderzoek als bij het schrijven van een historische gebeurtenis moest hij een totaalbeeld geven van die gebeurtenis, dat uit alle mogelijke bronnen was verkregen. Ook diende hij de onderlinge verwevenheid van culturele, sociale, economische en intellectuele factoren bij gebeurtenissen te onderkennen. De presentatie van de gebeurtenis diende afstandelijk te zijn en moest gebeuren vanuit een onbevooroordeeld standpunt.

## Latere ontwikkeling
Er zijn nu alleen nog kopieën aanwezig. Die uit de Ming dynastie zijn nog beschikbaar. De oudste editie is die van 1535 door Lu Shen. Een editie van 1577 van Zhang Zhixiang is bijna compleet. Deze is in 1961 gepubliceerd door Zhonghua Shuju.